# Hannu Jortikka
Temple de la renommée finlandais : 2006
Hannu Jortikka (né le 16 décembre 1956 à Turku en Finlande) est un joueur professionnel finlandais de hockey sur glace devenu entraîneur. Il évoluait au poste de défenseur.

## Biographie
En 1972, il débute dans la SM-sarja avec le TPS Turku. Il représente la Finlande en sélections jeunes. Il a porté les couleurs de l'AIK IF dans l'Elitserien et du HPK Hämeenlinna dans la I divisioona. Il met un terme à sa carrière de joueur en 1983. Il devient alors entraîneur. À ce poste, il remporte le Kanada-malja du vainqueur de la SM-liiga à six reprises avec le TPS Turku.

## Trophées et honneurs personnels

### SM-liiga
- 1989, 1990, 1991, 1999, 2000, 2001 : remporte le trophée Kalevi-Numminen.

### Ligue continentale de hockey
- 2012 : nommé entraîneur de la conférence Est lors du Match des étoiles.

## Statistiques

### En club
| Saison    | Équipe          | Ligue        |    | Saison régulière | Saison régulière | Saison régulière | Saison régulière | Saison régulière |   | Séries éliminatoires | Séries éliminatoires | Séries éliminatoires | Séries éliminatoires | Séries éliminatoires |
| Saison    | Équipe          | Ligue        | PJ | B                | A                | Pts              | Pun              | PJ               | B | A                    | Pts                  | Pun                  |                      |                      |
| 1972-1973 | TPS Turku       | SM-sarja     | 23 | 0                | 0                | 0                | 8                | -                | - | -                    | -                    | -                    |                      |                      |
| 1974-1975 | TPS Turku       | SM-sarja     | 35 | 3                | 4                | 7                | 37               | -                | - | -                    | -                    | -                    |                      |                      |
| 1975-1976 | TPS Turku       | SM-liiga     | 34 | 2                | 6                | 8                | 26               | -                | - | -                    | -                    | -                    |                      |                      |
| 1976-1977 | TPS Turku       | SM-liiga     | 26 | 2                | 2                | 4                | 16               | -                | - | -                    | -                    | -                    |                      |                      |
| 1977-1978 | TPS Turku       | SM-liiga     | 21 | 1                | 4                | 5                | 29               | -                | - | -                    | -                    | -                    |                      |                      |
| 1978-1979 | TPS Turku       | SM-liiga     | 27 | 1                | 4                | 5                | 37               | -                | - | -                    | -                    | -                    |                      |                      |
| 1979-1980 | AIK IF          | Elitserien   | 3  | 0                | 0                | 0                | 0                | -                | - | -                    | -                    | -                    |                      |                      |
| 1980-1981 | TPS Turku       | SM-liiga     | 12 | 0                | 1                | 1                | 4                | 2                | 0 | 0                    | 0                    | 0                    |                      |                      |
| 1981-1982 | HPK Hämeenlinna | I divisioona | 25 | 1                | 4                | 5                | 41               | -                | - | -                    | -                    | -                    |                      |                      |
| 1982-1983 | HPK Hämeenlinna | I divisioona | 5  | 0                | 2                | 2                | 13               | -                | - | -                    | -                    | -                    |                      |                      |

### En équipe nationale
| Année | Compétition                 |   | PJ | B | A | Pts | Pun             |  | Résultat |
| 1976  | Championnat du monde junior | 4 | 0  | 0 | 0 | 19  | Quatrième place |  |          |